# Студині
Сту́дині — село в Україні, у Луцькому районі Волинської області. Входить до складу Доросинівської сільської громади. Населення становить 262 особи.

## Географія
Село розташоване на лівому березі річки Стохід.

## Населення
Згідно з переписом УРСР 1989 року чисельність наявного населення села становила 250 осіб, з яких 118 чоловіків та 132 жінки.
За переписом населення України 2001 року в селі мешкало 255 осіб.

### Мова
Розподіл населення за рідною мовою за даними перепису 2001 року:
| Мова       | Відсоток |
| ---------- | -------- |
| українська | 99,62 %  |
| російська  | 0,38 %   |